# Daniel von Plessen (officer)
 Der er flere personer med dette navn, se Daniel von Plessen.
Daniel von Plessen (1674 – 1725) var en dansk officer, der steg til generalmajor.
Han var søn af Christian Siegfried von Plessen.